# Алессія Ломбарді
Алессія Ломбарді (італ. Alessia Lombardi; нар. 24 травня 1976) — колишня італійська тенісистка.
Найвищу одиночну позицію світового рейтингу — 267 місце досягла 23 листопада 1998, парну — 248 місце — 9 листопада 1998 року.
Здобула 2 одиночні та 4 парні титули туру ITF.

## Фінали ITF
| Легенда         |
| --------------- |
| турніри $25,000 |
| турніри $10,000 |

### Одиночний розряд: 7 (2–5)
| Результат | Ранг | Дата           | Турнір                          | Покриття | Суперниця             | Рахунок       |
| --------- | ---- | -------------- | ------------------------------- | -------- | --------------------- | ------------- |
| Поразка   | 1.   | 21 січня 1996  | ITF Понтеведра, Іспанія         | Тверде   | Генріетте ван Алдерен | 5–7, 3–6      |
| Поразка   | 2.   | 28 січня 1996  | ITF Оренсе, Іспанія             | Тверде   | Аріадне Кацуліс       | 6–7(2), 2–6   |
| Поразка   | 3.   | 9 лютого 1997  | ITF Сандерленд, Велика Британія | Тверде   | Лорна Вудрофф         | 4–6, 6–2, 4–6 |
| Перемога  | 1.   | 1 червня 1997  | ITF Бургас, Болгарія            | Тверде   | Майке Фреліх          | 4–6, 6–4, 6–2 |
| Поразка   | 4.   | 13 липня 1997  | ITF Ф'юмічіно, Італія           | Ґрунт    | Евелін Фаут           | 3–6, 4–6      |
| Перемога  | 2.   | 14 червня 1998 | ITF Камучія, Італія             | Ґрунт    | Мая Палавершич        | 6–2, 6–1      |
| Поразка   | 5.   | 6 липня 1998   | ITF Ф'юмічіно, Італія           | Ґрунт    | Катя Пікколіні        | 2–6, 6–1, 2–6 |

### Парний розряд: 6 (4–2)
| Результат | Ранг | Дата           | Турнір                | Покриття | Партнерка          | Суперниці                            | Рахунок          |
| --------- | ---- | -------------- | --------------------- | -------- | ------------------ | ------------------------------------ | ---------------- |
| Перемога  | 1.   | 24 травня 1998 | ITF Модена, Італія    | Ґрунт    | Аліче Канепа       | Маріяна Ковачевич Кристина Поятина   | 6–7(5), 6–3, 7–5 |
| Поразка   | 1.   | 31 травня 1998 | ITF Варшава, Польща   | Ґрунт    | Аліче Канепа       | Яна Ондроухова Ольга Виметалкова     | 6–7(4), 4–6      |
| Перемога  | 2.   | 14 червня 1998 | ITF Камучія, Італія   | Ґрунт    | Аліче Канепа       | Беранжер Карпаншиф Елена Пйоппо      | 6–3, 6–2         |
| Поразка   | 2.   | 28 червня 1998 | ITF Сецце, Італія     | Ґрунт    | Аліче Канепа       | Ваніна Казанова Селіма Сфар          | 3–6, 1–6         |
| Перемога  | 3.   | 12 липня 1998  | ITF Ф'юмічіно, Італія | Ґрунт    | Андрея Ехрітт-Ванк | Адрієнн Хегюдюш Хотта Томое          | 6–2, 6–4         |
| Перемога  | 4.   | 16 серпня 1998 | ITF Альгеро, Італія   | Тверде   | Елена Пйоппо       | Лаура Делль'Анджело Мара Сантанджело | 3–6, 6–2, 6–4    |